# لويس غينزبرغ
لويس غينزبرغ (بالإنجليزية: Louis Ginzberg)‏ (28 نوفمبر 1873 في كاوناس - 11 نوفمبر 1953 في نيويورك) حاخام، وأستاذ جامعي، وعالم يهودي، وهو شخصية تلمودية وقيادية في حركة المحافظين اليهودية في القرن العشرين. ويعد من أهم المعلقين على التلمود في القرن العشرين.

## أعماله: أساطير اليهود
- أساطير اليهود

## روابط خارجية
- لويس غينزبرغ على موقع الموسوعة البريطانية (الإنجليزية)